# 李家強
李家強（英語：Lee Ka Keung，1968年—），香港男歌手及演員，曾為無綫電視旗下藝人。

## 簡歷
李家強於1991年參加由無綫電視及華星唱片合辦的《第10屆新秀歌唱大賽》，憑演繹張學友《Cry》一曲奪得冠軍及「東芝金咪大獎」，並獲華星唱片簽約為旗下歌手，惟一直沒有發行任何唱片，至1993年才轉當演員，在同年《天倫》中飾演林家勁一角漸為人所認識，1995年更參演《神鵰俠侶》裡的「武修文」以及《刑事偵緝檔案II》裡的同性戀殺手「蔡子修」，因外表、造型和演技突出而受到網民讚賞。
李家強於1998年選擇離開無綫電視，2004年為一圓歌手夢想，舉辦首個演唱會《贐明會李家強心願成真慈善演唱會》後便淡出香港娛樂圈。

## 演出作品

### 電視劇（無綫電視）
| 首播   | 劇名                 | 角色                  |
| 1993年 | 都市的童話           | 陳 森                 |
| 1993年 | 天倫                 | 林家勁                |
| 1994年 | 射鵰英雄傳之南帝北丐 | 魯有腳                |
| 1994年 | 黃浦傾情             | 莎利菲侍應            |
| 1994年 | 烈火狂奔             | 鬈 毛                 |
| 1995年 | 邊緣故事             | 胡焯暉                |
| 1995年 | 神鵰俠侶             | 武修文                |
| 1995年 | 刑事偵緝檔案II       | 蔡子修（第16 - 20集） |
| 1995年 | 壹號皇庭IV           | 李偉成                |
| 1995年 | 真情                 | Marco（第53 - 57集）  |
| 1996年 | 笑傲江湖             | 陸大有                |
| 1997年 | 刑事偵緝檔案III      | 熊健日（第28 - 31集） |
| 1997年 | 樂壇插班生           | 白義夫                |
| 1997年 | 隱形怪傑             | David                 |
| 1997年 | 廉政追緝令           | 盧 華                 |
| 1998年 | 天地豪情             | 建                    |
| 1998年 | 鹿鼎記               | 沐劍聲                |
| 2000年 | 生命有TAKE2          | C.I.D.                |

### 電影
| 首映   | 電影名   | 角色           |
| 1999年 | 冥婚     |                |
| 2006年 | 終極忍者 | 白賴仁手下忍者 |

### 綜藝節目
- 1996年：《大江南北 - 貴州特輯》（共3集，與康華主持）

### 演唱會
- 2004年2月24日：《贐明會李家強心願成真慈善演唱會》

## 曾獲獎項
| 年份   | 獎項                                       | 結果 |
| 1991年 | TVB全球華人新秀歌唱大賽冠軍 / 東芝金咪大獎 | 獲獎 |

## 外部連結
- 李家強在香港影庫上的簡介